# Hans Bunge
Pour les articles homonymes, voir Bunge.
Hans Bunge (né Hans-Joachim Bunge le 3 décembre 1919 à Arnsdorf et mort le 27 mai 1990 à Berlin) est un dramaturge, réalisateur et auteur allemand. Bunge s'est fait connaître grâce à ses conversations avec Hanns Eisler à propos de Brecht.

## Biographie
Hans Bunge rejoint le NSDAP en 1938, fait partie le service du travail du Reich et de la Wehrmacht de 1939 à 1943 et est un prisonnier de guerre soviétique jusqu'en 1949.
De retour en Allemagne, il étudie l'allemand, l'histoire de l'art et du théâtre à Greifswald de 1950 à 1953. Grâce à la médiation de Ruth Berlau, il devient assistant réalisateur et dramaturge au Berliner Ensemble. De 1956 à 1962, il dirige les archives de Bertolt Brecht et mène des entretiens très appréciés avec des employés et des étudiants de Bertolt Brecht, sur qui il obtient son doctorat en 1957.
Après des différends personnels avec Helene Weigel, Bunge rejoint la Deutsche Akademie der Künste (DAK), où il supervise initialement l'édition historico-critique des œuvres de Brecht et publie ensuite des éditions spéciales de la revue littéraire Sinn und Form, sur, entre autres, Hanns Eisler, Thomas Mann et Willi Bredel. En 1965, le politiquement inconfortable Bunge, qui est ami avec Wolf Biermann, Heiner Müller et Robert Havemann, est renvoyé sans ménagement par la DAK à l'occasion de la 11e session plénière du Comité central du SED.
De 1968 à 1970, Bunge travaille comme metteur en scène et dramaturge au Volkstheater Rostock, de 1970 à 1978 au Deutsches Theatre de Berlin. Il vit ensuite comme écrivain indépendant à Berlin. En 1976, il est l'un des signataires de la lettre de protestation contre l'expatriation de Wolf Biermann.
Bunge écrit les textes de liaison pour la soirée Brecht avec Wolf Kaiser et Angelica Domröse.

## Théâtre (mise en scène)
- 1970 : Claus Hammel, Le Faiseur oder Warten auf Godeau, avec Heinz-Uwe Haus et Hans-Georg Simmgen (Deutsches Theater Berlin)
- 1975 : Juhan Smuul, Das Gänseinselbegräbnis und die Hoheitsgewässer von Muhu (Deutsches Theater Berlin – Kleine Komödie)

## Travaux
- Werner Hecht, Hans-Joachim Bunge, Käthe Rülicke-Weiler, Bertolt Brecht. Leben und Werk, Berlin 1963
- Fragen Sie mehr über Brecht. Hanns Eisler im Gespräch, München 1970
- Brechts Lai-tu. Erinnerungen und Notate von Ruth Berlau, Darmstadt und Neuwied 1985
- Die Debatte um Hanns Eislers „Johann Faustus“ (éd.), Berlin 1991